# Mammillaria senilis
La biznaga cabeza de viejito, cabeza de vieja, cabeza de viejo, hikuli rosapara, hikuri, peyote de San Pedro, viejo o wichuriki (Mammillaria senilis) es una biznaga de la familia de los cactos (Cactaceae). La palabra Mammillaria viene del latín mamila, pezón o teta y de -aria, que posee, lleva, es decir significa, ‘que lleva mamilas’, refiriéndose a los tubérculos.

## Clasificación y descripción
Es una biznaga de la tribu Cacteae, familia Cactaceae. Es un cactus que tiene crecimiento ramificado. Es de forma globosa a cilíndrica de 10 a15 cm de altura y 6 a 12 cm de diámetro. Las protuberancias del tallo (tubérculos) son cónicos, de color verde y presentan jugo acuoso, el espacio entre ellos (axilas) poseen lana. Los sitios en los que se desarrollan las espinas se denominan aréolas, en esta especie tienen forma ovada, con más o menos 35 espinas, de 4 a 6 de ellas se localizan en el centro de la aréola (centrales) la superior e inferior son ganchudas, son de color blanco con la punta amarilla, más gruesas y más largas que las espinas setosas, blancas de la orilla (radiales). Las flores son medianas y tienen forma de embudo, miden de 45 a 70 mm de longitud y de 55 a 60 mm de diámetro, son de color rojo anaranjado y en algunas ocasiones amarillentas. Los frutos de forma globosa, son de color verdoso y las semillas de color negro. Es polinizada por insectos y se dispersa por semillas.

## Distribución
Es endémica a los estados de Chihuahua, Durango, Jalisco, Nayarit, Sinaloa y Zacatecas, en la sierra Madre Occidental.

## Ambiente
Se desarrolla entre los 2400 a 2800 m s. n. m., en bosques de pinos.

## Estado de conservación
Debido a sus características, esta especie ha sido extraída de su hábitat para ser comercializada de manera ilegal, aunque no se tiene cuantificación del daño que esto ha producido a las poblaciones. Es endémica a México y se considera en la categoría de Amenazada (A) de la Norma Oficial Mexicana 059.  En la lista roja de la IUCN se considera de preocupación menor (LC).